# Savez udruženja boraca narodnooslobodilačkog rata Jugoslavije
Savez udruženja boraca narodnooslobodilačkog rata Jugoslavije (skr. SUBNOR) bila je jedna od društveno-političkih organizacija u Socijalističkoj Federativnoj Republici Jugoslaviji (SFRJ).

## Povijest
Savez boraca narodnooslobodilačkog rata (Jugoslavije; skr. SBNOR odn. SBNORJ; naziv na makedonskom: Сојуз на борците од народноослободителната војна, skr. СБНОВ) osnovan je u Beogradu 30. IX. 1947. godine kao društveno-politička organizacija koja je okupljala sve borce Narodnooslobodilačkog rata (NOR), sudjelovala u borbi za izgradnju socijalizma i za očuvanje tekovina NOB-a.
Na IV. kongresu 29-30. VI. - 1. VII. 1961. godine, spajanjem Saveza boraca NOR, Saveza ratnih vojnih invalida Jugoslavije i Udruženja rezervnih oficira i podoficira, nastao je Savez udruženja boraca Narodnooslobodilačkog rata Jugoslavije (SUBNOR). Od VI. kongresa SUBNOR-a, zbog specifičnih zadataka, "Savez rezervnih vojnih starešina Jugoslavije" (SRVSJ; ranije Udruženje rezervnih oficira i podoficira) djelovao je kao posebna organizacija. 
SUBNOR se formirao na teritorijalnom principu (naselje, selo, grad) po odluci općinske skupštine, odnosno općinskog odbora SUBNOR-a. Najviši organi Saveza boraca, počevši od udruženja pa do Saveza, bile su skupštine udruženja (općinskih SUBNOR, SUBNOR pokrajine, republičkih organizacija), odnosno Kongres Saveza udruženja boraca NOR Jugoslavije.
Članstvo u boračkim organizacijama bilo je dobrovoljno i pojedinačno, a član je mogao biti svaki građanin Jugoslavije koji je sudjelovao u NOP-u, bio u zatvoru, internaciji ili na prinudnom radu zbog pomaganja NOP-u, bio zarobljen, a u zarobljeništvu se opredijelio za NOP i svojim držanjem i radom zalagao za ostvarenje ciljeva NOP. Član je mogao biti i svaki građanin Jugoslavije koji se izvan zemlje s oružjem u ruci borio protiv fašizma, te bivši sudionici građanskog rata u Španjolskoj, pokreta otpora u Francuskoj i dr. Sedamdesetih godina 20. stoljeća SUBNOR je imao oko 1.000.000 članova.
Nakon raspada Jugoslavije 1991. godine i SUBNOR je prestao postojati u dotadašnjem obliku. U novonastalim državama dotadašnje republičke organizacije SUBNOR-a nastavile su djelovati ili pod istim nazivom (npr. u Srbiji) ili su promijenile naziv i / ili organizacijski oblik.

## Pravni slijednik u Hrvatskoj
Savez antifašističkih boraca i antifašista Republike Hrvatske (SABA RH) je pravni slijednik Saveza udruženja boraca narodnooslobodilačkog rata Hrvatske (SUBNOR H) osnovanog 16. svibnja 1948.,Na Skupštini održanoj 16. travnja 1992. promijenio ime u Savez antifašističkih boraca Republike Hrvatske (SAB RH). Na Skupštini 1997. mjenja ime u  "Savez antifašističkih boraca Hrvatske (SAB H)". Na Skupštini održanoj 2002. u Savez antifašističkih boraca i antifašista Republike Hrvatske (SABA RH).

## Predsjednici
- Josip Broz Tito, od 1947. do 1951.
- Aleksandar Ranković, od 1951. do 1963.
- Đuro Pucar Stari, od 1963. do 1969.
- Čedo Kapor, od 1969. do 1974.
- Kosta Nađ, od 1974. do 1981.
- Mito Dimitrijevski, od 1981. do 1982.
- Vladimir Šćekić, od 1982. do 1983.
- Bojan Polak, od 1983. do 1984.
- Ilija Đukić, od 1984. do 1985.
- Mihailo Švabić, od 1985. do 1986.
- Rudi Kolak, od 1986. do 1987.
- Bogdan Pecotić, od 1987. do 1988.
- Petar Matić Dule, tijekom 1988.
- Milan Pribić, od 1988. do 1989.
- Risto Džunov, od 1989. do 1990.
- Radomir Vukosavović, od 1990. do 1991.